# Joël Allouche
Joël Allouche (* 6. November 1960 in Bougie, Algerien) ist ein französischer Jazzschlagzeuger algerischer Herkunft.

## Leben und Wirken
Allouche, der im familiären Umfeld erste musikalische Anregungen durch Musik des Orient erhalten hatte, lernte als Autodidakt Schlagzeug. Nach dem Umzug nach Montpellier wurde er bereits mit 16 Jahren Profi-Musiker. Er spielte ab 1979 mit dem Gitarristen Philippe Caillat, mit dem er auch auf internationalen Festivals auftrat und zwei Platten einspielte. Anschließend gehörte er zwischen 1983 und 1987 mit Urs Leimgruber, Don Friedman und Bobby Burri zum Quartett „Reflexionen“. Er arbeitete dann mit Maurice Magnoni, Enrico Rava und Palle Danielsson und 1988 im Trio von Marc Ducret. Anschließend wirkte er in den Gruppen von François Jeanneau, Michel Portal, Dominique Pifarély, Doudou Gouirand, Gérard Pansanel und Nguyên Lê. Seit 1997 spielt er im Trio mit dem Saxophonisten Éric Barret und dem Gitarristen Serge Lazarevitch. In den letzten Jahren hat er auch mit Christoph Stiefel, mit Furio Di Castri und mit Soriba Kouyaté aufgenommen. Weiterhin spielte er mit Claude Martí, Henri Texier, Kenny Wheeler, John Surman, Barre Phillips, John Taylor, Paul Bley und Dino Saluzzi. Allouche lehrt an verschiedenen Schulen und Konservatorien in Südfrankreich, insbesondere in Montpellier und in Sète.

## Lexigraphischer Eintrag
- Martin Kunzler: Jazz-Lexikon. Band 1: A–L (= rororo-Sachbuch. Bd. 16512). 2. Auflage. Rowohlt, Reinbek bei Hamburg 2004, ISBN 3-499-16512-0.